# Algemene verkiezingen in Liberia (1901)

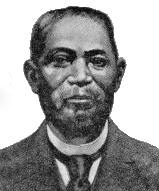
President Garretson W. Gibson.

De algemene verkiezingen in Liberia van 1901 werden in mei van dat jaar gehouden en gewonnen door zittend president Garretson W. Gibson van de True Whig Party. Hij was op 11 december 1900 de afgetreden president William David Coleman opgevolgd. Coleman nam het bij de presidentsverkiezingen tegen Gibson op namens de People's Party Exacte data, zoals stemverdeling, opkomst en dergelijke ontbreken.
In het parlement ging het overgrote deel van de verkiesbare zetels naar de regerende True Whig Party.
| Uitgebrachte stemmen |
| 2.422                |
| Bron: Abbasiattai    |